# Klemen Šturm
Klemen Šturm (27 giugno 1994) è un calciatore sloveno, difensore del Velež Mostar.

## Carriera

### Club
Ha giocato nella massima serie slovena.

### Nazionale
Ha militato nelle nazionali giovanili slovene Under-16, Under-17, Under-19 e con la nazionale B.

## Palmarès

### Club

#### Competizioni nazionali
- Coppa di Slovenia: 1

NŠ Mura: 2019-2020
- Campionato sloveno: 1

NS Mura: 2020-2021